# ماورينهو (لاعب كرة قدم)
ماورينهو هو لاعب كرة قدم برازيلي في مركز الهجوم، ولد في 10 ديسمبر 1989 في كانواس في البرازيل. لعب مع تشونام دراغونز.

## وصلات خارجية
- ماورينهو (لاعب كرة قدم) على موقع دوري كوريا الجنوبية (الإنجليزية)
- ماورينهو (لاعب كرة قدم) على موقع قاعدة بيانات كرة القدم.إي يو (الإنجليزية)
- ماورينهو (لاعب كرة قدم) على موقع Soccerway.com (الإنجليزية)
- ماورينهو (لاعب كرة قدم) على موقع عالم كرة القدم.نت (الإنجليزية)